# Diada Nacional de Catalunya
La Diada Nacional de Catalunya (chiamata anche solo Diada) è il giorno di festa nazionale della comunità autonoma della Catalogna che, dal 1886, viene celebrato l'11 settembre di ogni anno.
In quel giorno, infatti, si commemora la caduta di Barcellona avvenuta l'11 settembre 1714 durante la guerra di successione spagnola e la conseguente abolizione delle istituzioni catalane, come ad esempio la Generalitat de Catalunya, in seguito alla promulgazione dei Decreti di Nueva Planta nel 1716.

## Curiosità
La Diada è festeggiata anche ad Alghero, per via degli storici legami della città sarda con la Catalogna.